# 悪童 (戯曲)
『悪童』（あくどう）は、2015年に行われた、演劇ユニットTEAM NACSの舞台作品。TEAM NACSの第15回公演。脚本は古沢良太、演出はジョビジョバのマギーが担当した。

## 概要
2011年の『TEAM NACS ニッポン公演「WARRIOR〜唄い続ける侍ロマン」』から約3年振りの本公演である。
それまで、TEAM NACS作品の脚本・演出はメンバー（主に森崎博之）が手掛けていたが、TEAM NACSとしては初めて、脚本と演出の両方を完全に外部が担当するというスタイルを取った。
全53公演で、60,000人を動員した。また、9月6日の東京千秋楽公演では、全国の映画館でライブ・ビューイングが行われ、全国100スクリーンで30,000人が視聴した。
2016年1月15日には、WOWOWで放送された。
2016年5月25日には、DVDとBlu-rayが、アミューズソフトエンタテインメントよりリリースされた。特典映像として、NACSが爆笑トークを繰り広げる「TEAM NACS爆笑新年会」や、NACSを追ったドキュメンタリー「The making of 悪童」を収録している。
また、2016年7月29日 - 7月31日に開催された「CUE DREAM JAM-BOREE」では、大泉洋が脚本・演出を手掛け、本公演では描かれなかった中学時代のストーリーを、「悪童 episode 0」として、TEAM NACSの所属事務所・CREATIVE OFFICE CUEのタレント総出演で上演された。

## あらすじ
吉村雄太郎（演：戸次重幸）が、廃墟に立てこもる。廃墟は、昔「レジャーセンター竜宮」という町一番の遊興施設だったのだが、取り壊しが決まっていた。
中学時代、親から「竜宮」への出入りを禁じられ、皆と遊べなかった吉村のために、仲間は、「中学を卒業したら一緒に遊ぶ」という約束をしていた。その日が来るのを心待ちにしていたが、約束が守られる事はなかった。そして月日は流れ、「竜宮」の取り壊しが決定し、癌が発覚した吉村は、立てこもりという強硬手段に出たのだった。
そして現在、市役所に勤務する、吉村の友人で、中学時代に卓球部で一緒だった、西崎直樹（演：音尾琢真）が、吉村に退去するよう説得するためやって来た。吉村は退去の条件として、卓球部の元メンバー全員を集めるよう要求する。
こうして、卓球部の元部長で、サラリーマンの紺野治（演：森崎博之）、卓球部の元副部長で、投資会社を営む巻光博（演：安田顕）、卓球部の元部員で、画家の江口幸一（演：大泉洋）が廃墟を訪ね、かつての仲間たちが「竜宮」に集まった。

## 公演日程
- 大阪公演：2015年7月15日 - 7月20日、森ノ宮ピロティホール
- 仙台公演：2015年7月22日 - 7月23日、電力ホール
- 盛岡公演：2015年7月25日 - 7月26日、盛岡市民文化ホール
- 札幌公演：2015年7月30日 - 8月2日、わくわくホリデーホール（札幌市民ホール）
- 名古屋公演：2015年8月5日 - 8月9日、名古屋市公会堂
- 新潟公演：2015年8月13日 - 8月16日、新潟テルサ
- 福岡公演：2015年8月19日 - 8月23日、キャナルシティ劇場
- 東京公演：2015年8月26日 - 9月6日、EX THEATER ROPPONGI

## 出演
- 紺野治 - 演：森崎博之（TEAM NACS）
  - 通称、コンちゃん。既婚。中学生の子供が2人いる。卓球部の元部長。サラリーマン。
- 巻光博 - 演：安田顕（TEAM NACS）
  - 通称、マキくん。バツイチ。卓球部の元副部長。投資会社を営む。
- 吉村雄太郎 - 演：戸次重幸（TEAM NACS）
  - 通称、チャック。独身。卓球部の元部員。実家の食堂を手伝っている。
- 江口幸一 - 演：大泉洋（TEAM NACS）
  - 通称、エロッチ。独身。女子大生と交際中。卓球部の元部員。画家。
- 西崎直樹 - 演：音尾琢真（TEAM NACS）
  - 通称、ニシくん。既婚。3歳の子供がいる。卓球部の元部員。

## スタッフ
- 脚本：古沢良太[9]
- 演出：マギー[9]
- 美術：松井るみ[9]
- 照明：塚本悟[9]
- 音楽：NAOTO[9]
- 音響：山本浩一[9]
- 映像：ムーチョ村松[9]
- 衣装：神波憲人[9]
- ヘアメイク：諸橋みゆき[9]
- 演出助手：松倉良子[9]
- 舞台監督：津田光正、荒智司[9]
- エグゼクティブプロデューサー：鈴井亜由美、荒木宏幸[9]
- プロデューサー：依田剛大、村部吉宣[9]
- 制作：長谷武、武藤諒、井形憲介、松田勇太[9]
- 宣伝：下井健一、有澤結衣、山下加奈子、喜多康予[9]
- 運営協力：キョードーグループ（大阪公演）、GIP（仙台公演・盛岡公演）、サンデーフォークプロモーション（名古屋公演）、キョードー北陸（新潟公演）、キョードー西日本（福岡公演）[10]
- 協賛：ローソン[11]
- 企画・製作：クリエイティブオフィスキュー、アミューズ[11]